# Eleição primária do Partido Republicano no Tennessee em 2012
A eleição primária do Partido Republicano no Tennessee em 2012 será realizada em 6 de março de 2012. Tennessee terá 58 delegados na Convenção Nacional Republicana.

## Resultados
| Eleição primária do Partido Republicano no Tennessee em 2012 | Eleição primária do Partido Republicano no Tennessee em 2012 | Eleição primária do Partido Republicano no Tennessee em 2012 | Eleição primária do Partido Republicano no Tennessee em 2012 |
| Candidato                                                    | Votos                                                        | Percentagem                                                  | Estimativa de delegados nacionais                            |
| ------------------------------------------------------------ | ------------------------------------------------------------ | ------------------------------------------------------------ | ------------------------------------------------------------ |
| Rick Santorum                                                | 205.010                                                      | 37,1%                                                        | 29                                                           |
| Mitt Romney                                                  | 154.910                                                      | 28,0%                                                        | 16                                                           |
| Newt Gingrich                                                | 132.070                                                      | 23,9%                                                        | 10                                                           |
| Ron Paul                                                     | 49.802                                                       | 9,0%                                                         | 0                                                            |
| Outros                                                       | 6.511                                                        | 1,0%                                                         | 0                                                            |
| Totais                                                       | 551.797                                                      | 100,0%                                                       | 58                                                           |